# Friedrich Wilhelm Eduard Herkt
Friedrich Wilhelm Eduard Herkt (* 2. Juni 1805 in Glogau; † 23. Dezember 1877 in Breslau) war königlich preußischer Generalleutnant und zuletzt Inspekteur der 3. Artillerieinspektion.

## Herkunft
Seine Eltern waren Johann Christian Herkt und dessen Ehefrau Anna Rosina Bretschneider. Sein Vater war Feldwebel im schlesischen Schützenbataillon und ist am 16. Oktober 1813 in der Völkerschlacht bei Leipzig gefallen.

## Leben
Er kam am 1. November 1822 als Kanonier in die 6. Artillerie-Brigade. Von 1825 bis 1827 war er an die Vereinigte Artillerie- und Ingenieurschule abkommandiert. In der Zeit wurde er am 11. April 1826 zum Portepeefähnrich ernannt, am 11. April 1829 wurde er dann Seconde-Lieutenant. Von 1. Oktober 1839 bis zum 30. September 1840 wurde er in das Lehreskadron abkommandiert. Am 19. Juni 1842 zum Premier-Lieutenant ernannt, kam er am 27. Februar 1847 als Hauptmann in die 3. Artillerie-Brigade. Während des ersten schleswigschen Krieges im Jahr 1848 bewährte er sich bei der Befestigung der Eckernförder Bucht.
Er wurde am 4. November 1854 zum Major befördert und als Artillerie-Offizier vom Platz in die Festung Luxemburg versetzt. Von dort kam er am 1. Januar 1857 als Abteilungskommandeur in das 3. Artillerie-Regiment und dort am 31. Mai 1859 zum Oberstleutnant befördert. Am 12. September 1861 kam er als Kommandant in die Festung Wesel, dazu wurde er à la suite der 3. Artillerie-Brigade gestellt. Er wurde am 18. Oktober 1861 zum Oberst befördert und am 24. Januar 1863 mit dem Roten Adlerorden 3. Klasse mit Schleife ausgezeichnet. Am 24. Januar 1863 kam er als Brigadier zur 1. Artillerie-Brigade. Am 25. Juni 1864 wurde er Kommandeur der Brigade und a la suite des Feldartillerie-Regiments Nr. 1. Er wurde am 18. Juni 1865 zum Generalmajor befördert und am 12. Dezember 1865 als Kommandeur in die 6. Artillerie-Brigade versetzt.
Bei der Mobilmachung zum Deutschen Krieg wurde er Kommandeur der Artillerie des VI. Armeekorps. Während des Feldzuges konnte er sich in der Schlacht bei Königgrätz auszeichnen. Von dort kehrte er am 17. September 1866 als Kommandeur in die 6. Artillerie-Brigade zurück und wurde am 20. September 1866 mit dem Roten Adlerorden 2. Klasse mit Eichenlaub und Schwertern ausgezeichnet. Am 22. März 1868 erhielt er zunächst den Charakter als Generalleutnant, am 14. Mai 1869 bekam er das Patent als Generalleutnant und wurde als Inspekteur in die 3. Artillerieinspektion versetzt.
Bei der Mobilmachung zum Deutsch-Französischen Krieg wurde er am 18. Juli 1870 zum Kommandeur der Artillerie der 3. Armee ernannt. Er kämpfte in den Schlachten bei Weißenburg, Wörth, Sedan und am Mont Valerien. Für seinen Einsatz in der Schlacht bei Sedan bekam er das Eiserne Kreuz 2. Klasse. Bei der Belagerung von Paris (1870–1871) erhielt er am 27. September 1870 das Kommando über die gesamte Artillerie aller vor Paris stehenden Armeekorps. Er wurde am 12. November 1870 mit dem Großkreuz des bayrischen Militär-Verdienstorden, am 23. Januar 1871 mit dem Großkreuz mit Schwertern des württembergischen Friedrichs-Ordens, am 13. April mit dem Eisernen Kreuz 1. Klasse sowie am 16. Juni 1871 mit dem Stern zum Roten Adlerorden ausgezeichnet.
Er kehrte noch am 4. Juli 1871 in seine Friedensstellung zurück und wurde aber dann am 13. Juli 1871 mit Pension zur Disposition gestellt. Am 10. Oktober 1871 wurde er noch mit dem Großkreuz des sächsischen Albrechts-Ordens ausgezeichnet. Er starb am 23. Dezember 1877 in Breslau.

## Familie
Er heiratete am 6. Oktober 1847 in Breslau Maria Johanna Ludowike von Ernst (* 10. Dezember 1817; 5. Dezember 1898), eine Tochter des Inspektionsoberförsters Heinrich von Ernst und dessen Ehefrau Renate Feyerabend. Sein Sohn Ernst war 1876 Seconde-Lieutenant im Feldartillerie-Regiment Nr. 6.